# Ford Thunderbird (huitième génération)
Cet article concerne la huitième génération de l'automobile Ford Thunderbird. Pour des informations générales sur la Thunderbird, consultez Ford Thunderbird.
La huitième génération de la Ford Thunderbird est un coupé personnel de luxe qui a été fabriqué et commercialisé par Ford pour les années modèles 1980 à 1982. Introduite pour commémorer la 25e année de la gamme du modèle, la huitième génération a été considérablement réduite, passant encore plus dans le segment des voitures de taille moyenne. Pour une deuxième génération, la Thunderbird était l'homologue Ford de la Mercury Cougar XR7; tandis que la Cougar servait à nouveau de gamme de voiture de taille moyenne pour Mercury, la Thunderbird était uniquement offerte en tant que coupé personnel de luxe deux portes.
Bien que plus maniable et plus économe en carburant que sa prédécesseur basée sur la Torino, la Thunderbird de huitième génération a été mal accueilli par les critiques et les acheteurs,,, conduisant à un effondrement des ventes (la production de 1980-1982 combinée dépassé la production de 1979 de seulement 4 000 voitures). En réponse, la Thunderbird de neuvième génération de 1983 a reçu une refonte complète de l'extérieur (bien que partageant des fondations de châssis presque identiques), alors que Ford cherchait à commercialiser la gamme de modèles.
La Thunderbird de huitième génération était assemblée par Ford à Atlanta Assembly, Lorain Assembly et Chicago Assembly; ces deux dernières installations sont maintenant fermées.

## Contexte du modèle
À la fin des années 1970, l'économie de carburant est devenue un facteur de conception majeur pour les véhicules américains (pour se conformer aux normes CAFE, les voitures vendues aux États-Unis devaient avoir une moyenne de 20,0 miles par gallon américain pour 1980). Pour 1977, Ford a reconditionné la Thunderbird, la faisant passer d'homologue de la gamme Lincoln Mark au châssis de la Ford Torino intermédiaire (remplaçant la Ford Elite relativement obscure). En tant que contrepartie de la Mercury Cougar XR7, la Thunderbird de 1977 est restée dans le segment des voitures personnelles de luxe, en concurrence avec la Chrysler Cordoba, la Dodge Mirada et le quatuor des coupés à plate-forme A de GM (les Buick Regal, Chevrolet Monte Carlo, Oldsmobile Cutlass Supreme et Pontiac Grand Prix).
La Thunderbird, sur base de Torino, s'est avérée être un succès, vendant plus de 955 000 véhicules en seulement trois ans. En 1979, la gamme de modèles était devenue obsolète par rapport à ses concurrentes et aux autres véhicules Ford. Pour 1978, General Motors a réduit sa gamme de modèles à plate-forme A de taille moyenne (pour des dimensions correspondant étroitement à ses berlines «compactes»); la refonte a été bien accueillie, l'Oldsmobile Cutlass devenant la voiture la plus vendue aux États-Unis en 1978 et 1979. Pour 1979, Ford a réduit la taille de ses berlines LTD full-size; bien que 8 pouces plus courte que la Thunderbird, la LTD de 1979 offrait des dimensions intérieures plus grandes.
Pour l'année modèle 1980, Ford a déplacé la Thunderbird depuis le segment des voitures intermédiaire (dérivé des Torino / LTD II) vers le segment des voitures de taille moyenne, devenant ainsi la première génération de Thunderbird à subir une véritable réduction. Correspondant étroitement dans son empreinte extérieure aux coupés GM à plate-forme A redessinés, la Ford Thunderbird de 1980 était basée sur une version à empattement allongé de la plate-forme Fox de Ford.

## Aperçu de la conception
Étant la première génération de la gamme de modèles à subir une réduction de taille, la Thunderbird de 1980 a perdu 17,3 pouces (439,4 mm) de longueur, 4,4 pouces (111,8 mm) de largeur et 5,6 pouces (142,2 mm) d'empattement par rapport à sa prédécesseur de 1979; selon le groupe motopropulseur, la Thunderbird était jusqu'à 1 400 livres (635 kg) plus légère.
Étant l'une des gammes de modèles les plus réduites de l'industrie automobile américaine, de 1976 à 1980, la Thunderbird a perdu 25,1 pouces (637,5 mm) de longueur, 5,8 pouces (147,3 mm) de largeur et 12 pouces (304,8 mm) d'empattement; au total, la Thunderbird a perdu près de 1 900 livres (862 kg) de poids à vide.
Par rapport à la génération de 1958-1960, la Thunderbird de 1980 est environ cinq pouces plus courte en longueur et quatre pouces plus courte en empattement.

### Châssis
La Ford Thunderbird de huitième génération à une variante à empattement long de la plate-forme Fox à traction arrière de Ford; étiré à 108,4 pouces, elle partage son châssis avec la Mercury Cougar XR7 (1980–1982), la Lincoln Continental (1982–1987) et la Lincoln Continental Mark VII. L'adoption de l'architecture Fox a marqué le retour à la construction monocoque pour la Thunderbird (pour la première fois depuis 1966).
Partagé avec la Fairmont et la Mustang, la Thunderbird avait une suspension avant à jambes de force MacPherson et un essieu arrière à quatre bras avec ressorts hélicoïdaux sur les quatre roues; les essieux avant et arrière étaient équipés de barres stabilisatrices. En option, la Thunderbird était proposée avec une suspension de «maniabilité» robuste, un essieu arrière à glissement limité et des roues en aluminium équipées de pneus Michelin TRX,,,. Pour la première fois, la Thunderbird était équipée d'une direction à pignon et crémaillère. Comme pour la Fairmont / Granada, la Thunderbird était équipée de freins à disque avant et de freins à tambour arrière.

#### Groupe motopropulseur
Partageant son groupe motopropulseur avec les modèles à plate-forme Panther, le moteur standard de la Thunderbird de huitième génération était un V8 4,2 L de 115 ch (86 kW), avec un V8 5,0 L de 131 ch (98 kW) offert en option,. Les deux moteurs étaient jumelés à la transmission automatique AOD à 4 rapports avec surmultiplication. Pour 1982, le moteur de 4,9 L a été retiré, le moteur de 4,2 L devenant la seule offre de moteur V8.
À la fin de l'année modèle 1980, la Thunderbird a été proposée pour la première fois avec un moteur six cylindres. Techniquement considéré comme une option de suppression, Ford a présenté un six cylindres en ligne 3,3 L de 88 ch (66 kW) (partagé avec les Fairmont et Granada), jumelé à une boîte automatique à 3 vitesses; pour 1982, le moteur de 3,3 L est devenu standard. Entre le six cylindres en ligne et le V8 de 4,2 L, pour 1982, Ford a présenté un V6 de 3,8 L, d'une puissance de 112 ch (84 kW). Sous diverses formes, le V6 a propulsé la Thunderbird jusqu'à son retrait en 1997.

### Carrosserie
Contrairement à la Mercury Cougar, qui était également proposée dans les styles de carrosserie berline et break (des Cougar non XR7 ont été produites comme homologue de la Ford Granada), la Thunderbird de huitième génération a été produite uniquement en tant que coupé deux portes. Dans ce qui serait une décision de conception désastreuse, de nombreux éléments de conception de la Thunderbird de 1977-1979 ont été directement adaptés sur la carrosserie de la Thunderbird de 1980, y compris ses phares cachés, sa calandre rectangulaire, ses feux arrière (révisés pour s'enrouler autour des ailes) et les fenêtres d'opéra. Bien que bien acceptées sur la génération précédente, de nombreuses caractéristiques de conception ne se sont pas bien adaptées à la Thunderbird de 1980 beaucoup plus petite.
Au cours de sa production, l'extérieur de la Thunderbird de huitième génération a connu peu de changements. En fonction de la finition, plusieurs lignes de toit ont été offertes pour la Thunderbird; un toit en vinyle complet ou partiel a été installé sur tous les exemplaires,,. Pour 1981, un toit décapotable simulé a été introduit (sur les Thunderbird de finition standard). La Thunderbird a marqué les débuts du Keyless Entry System de Ford, un clavier à 5 boutons monté sur la porte permettant l'accès au véhicule (par la saisie d'un code à 5 chiffres). Sous différentes formes, il reste une fonctionnalité sur les véhicules Ford et Lincoln d'aujourd'hui (avec les télécommandes d'entrée sans clé).
En raison de sa réduction, la capacité d'accueil de la Thunderbird de 1980 a été réduite de six à quatre places. En fonction de la finition, plusieurs configurations de sièges ont été proposées pour la Thunderbird, avec des sièges baquets Recaro proposés en option,,. Bien que la Thunderbird ait été l'une des rares voitures à offrir des fenêtres d'aération fonctionnelles dans les années 1980, ainsi que des vitres électriques. Parallèlement au tableau de bord analogique standard, en option, un tableau de bord numérique offrait un indicateur de vitesse et une jauge de carburant; en 1982, un ordinateur de bord a été ajouté à ce dernier système.

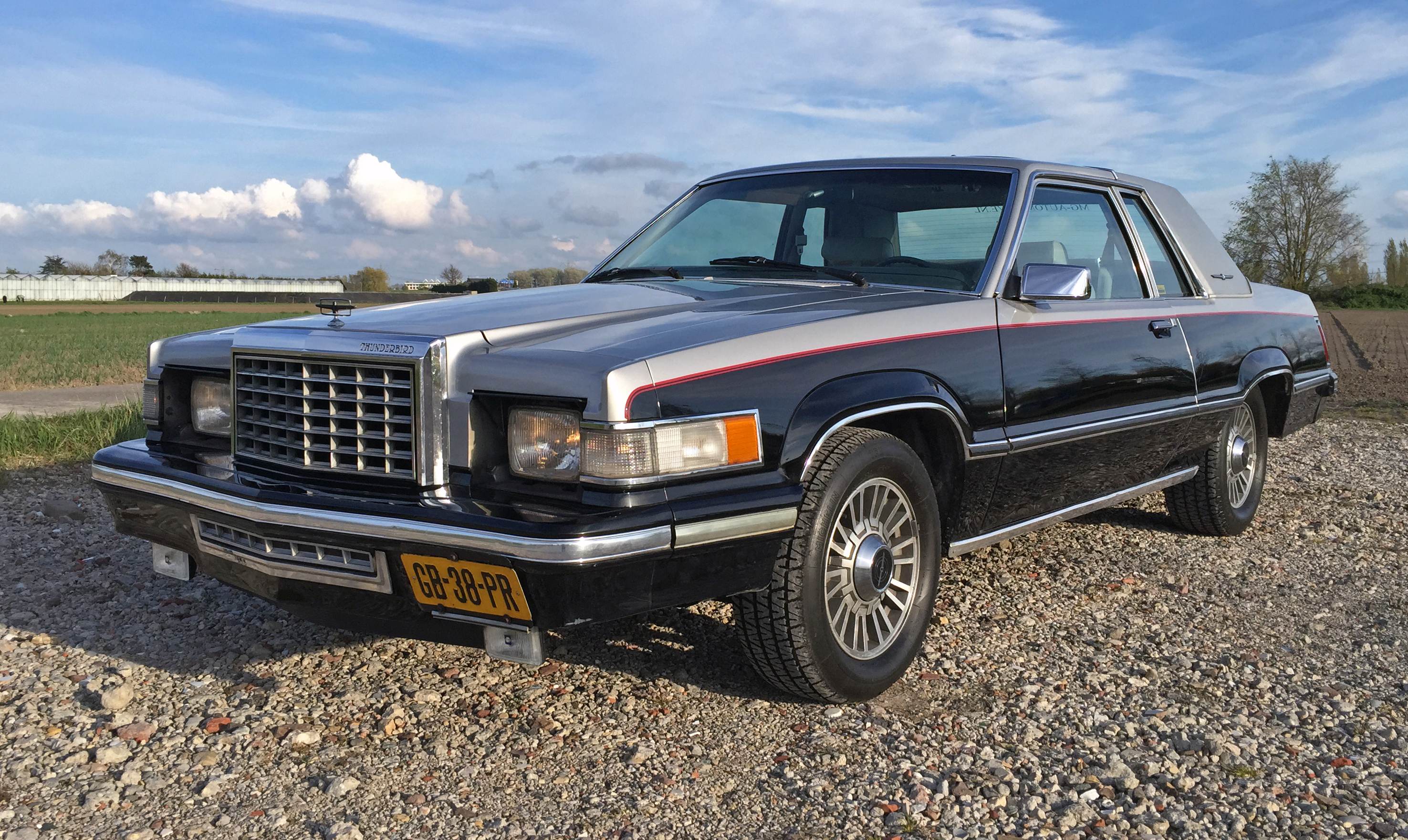
1980 Ford Thunderbird (finition de base) with TRX wheels
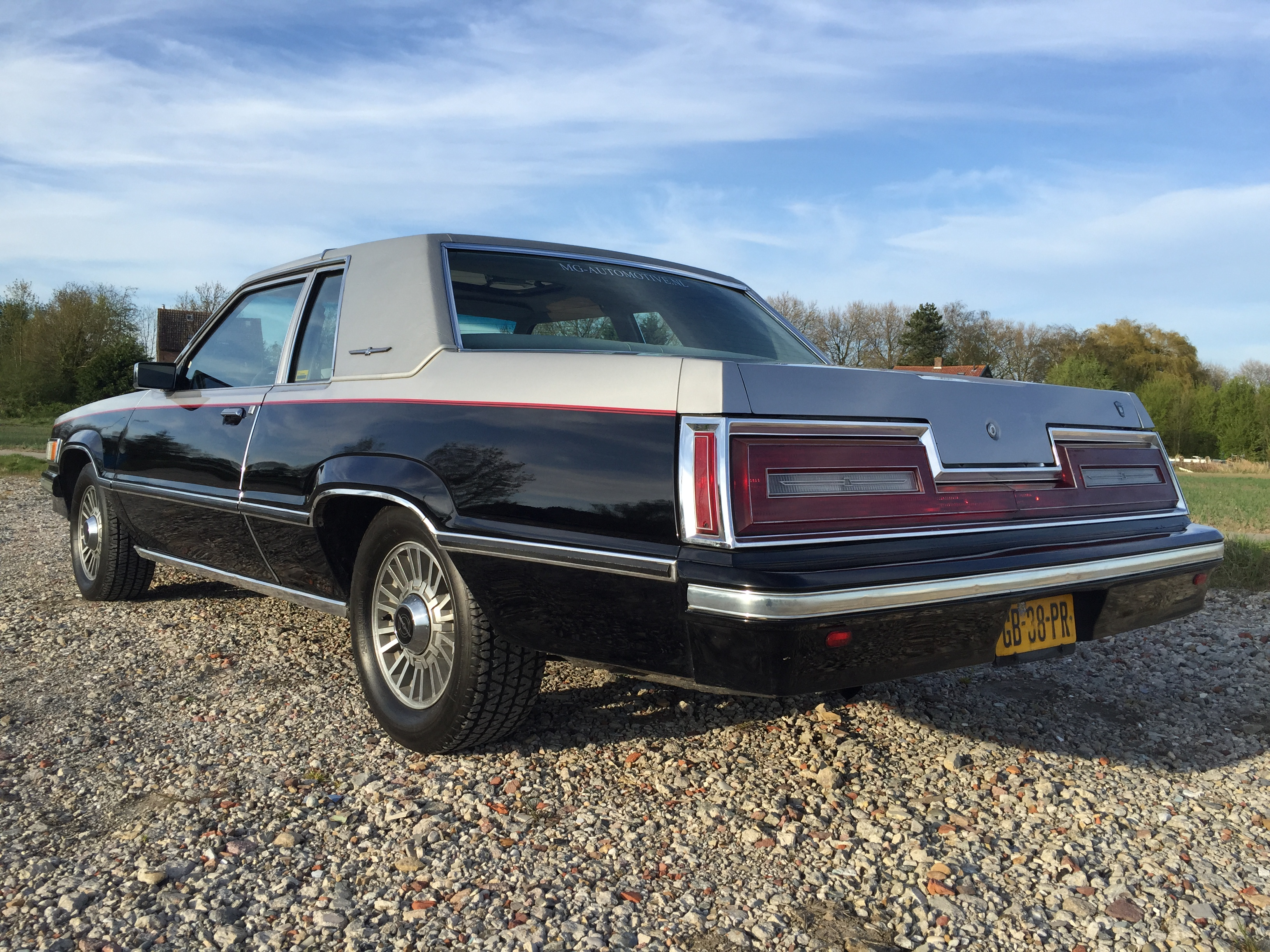
1980 Ford Thunderbird (finition de base), rear
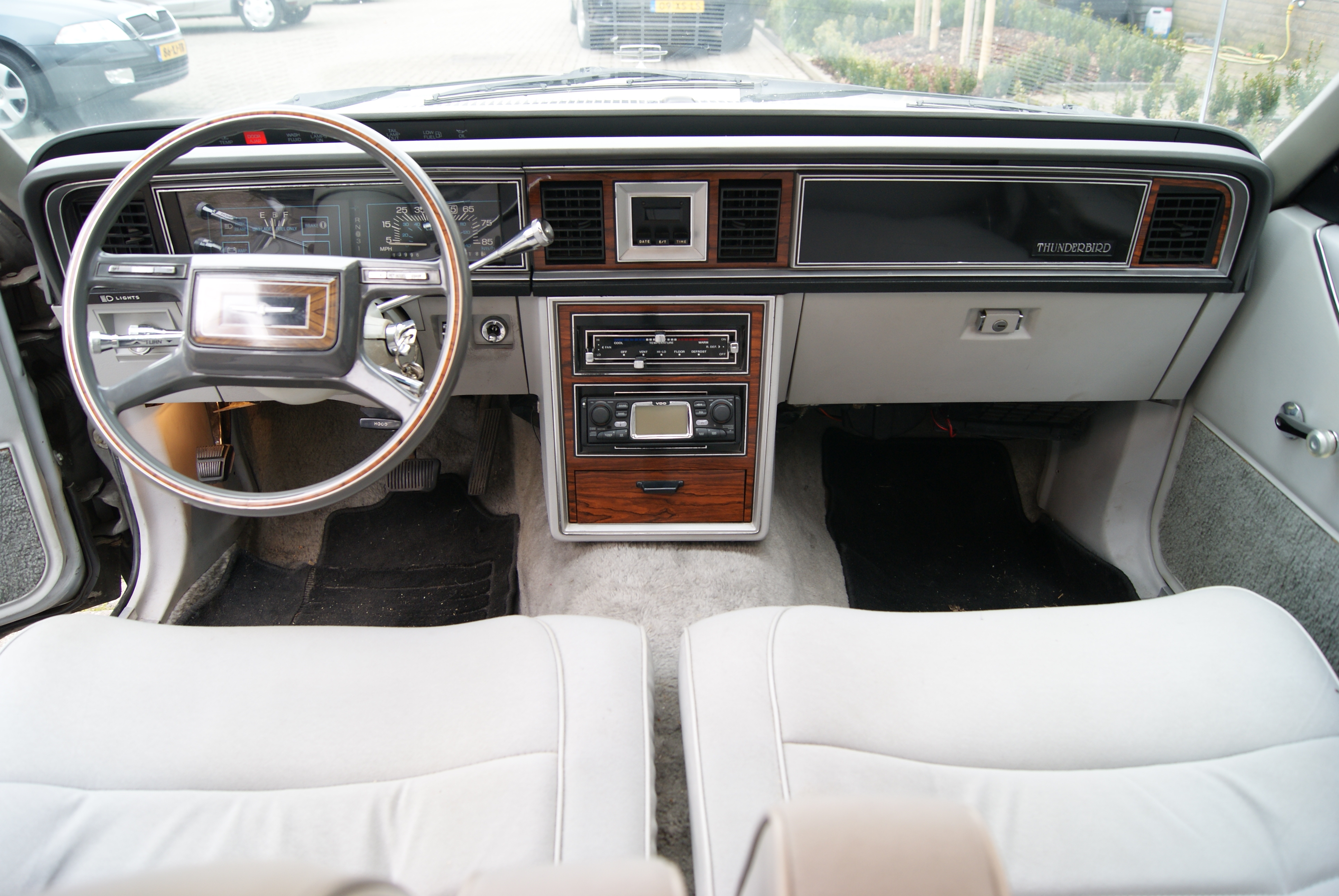
1980 Thunderbird interior (finition de base)
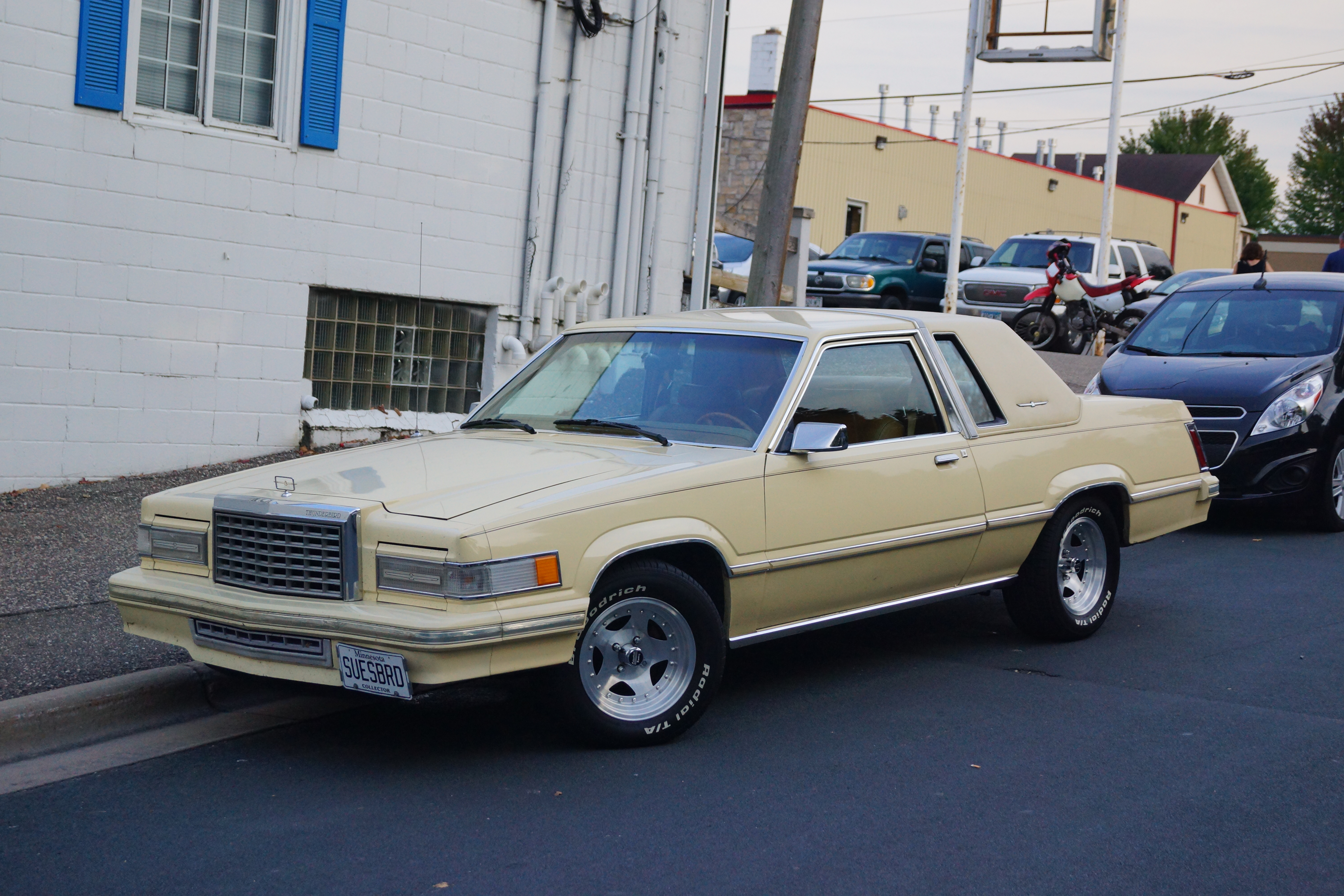
1980 Ford Thunderbird Town Landau (aftermarket wheels)
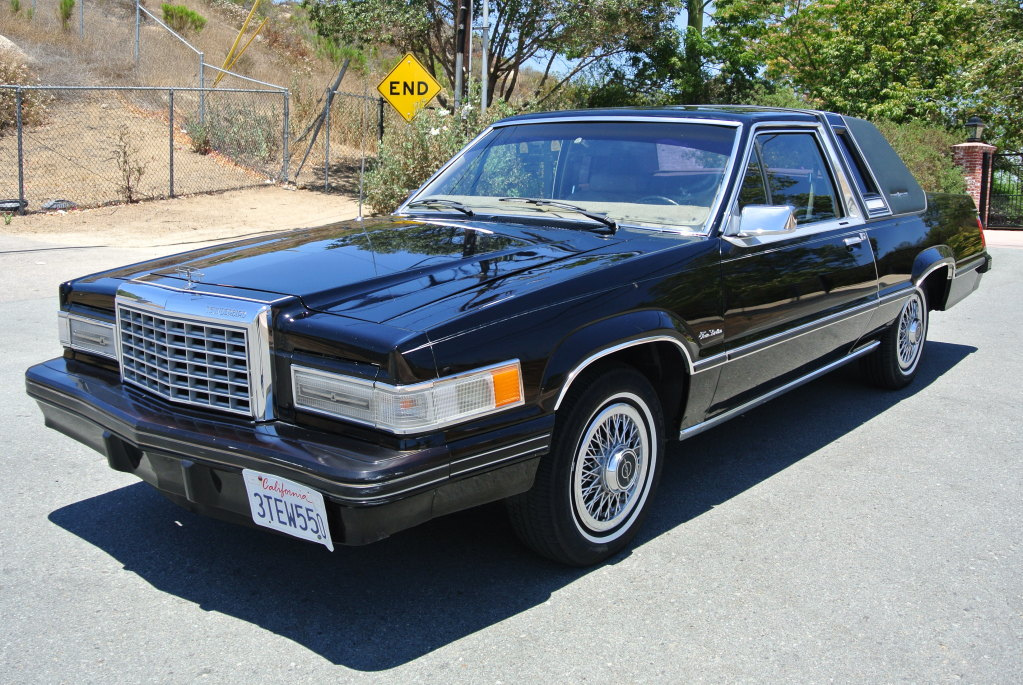
1982 Ford Thunderbird Town Landau
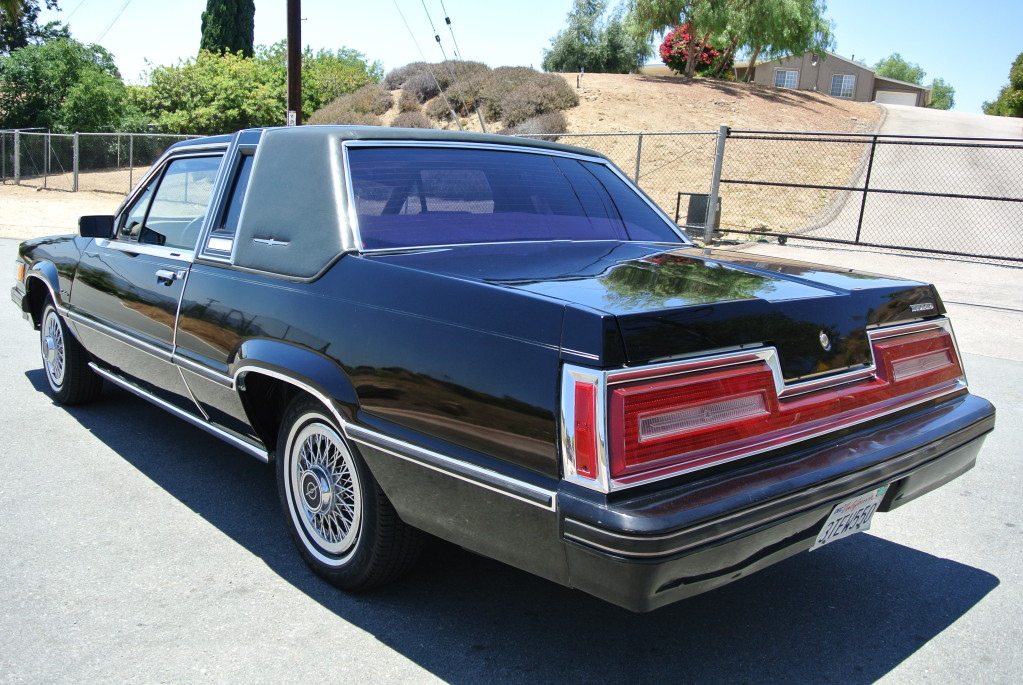
1982 Ford Thunderbird Town Landau, rear

### Finition
Chaque année de sa production, la huitième génération était offerte en trois niveaux de finition; la Thunderbird servait de finition de base, insérer sous les Town Landau et Heritage (1981-1982). Pour 1980, la Silver Anniversary Edition commémorative était la finition haut de gamme, reconditionnée en finition Heritage pour 1981–1982.
Chaque niveau de finition de la Thunderbird se distinguait par sa propre ligne de toit. La Thunderbird standard a reçu des plus grandes fenêtres entre le pilier B; pour 1981, un toit convertible simulé est devenu une option. Pour 1980, la Town Landau a été conçue avec une fenêtre d'opéra encastrée, partageant alors la ligne de toit de l'Heritage pour 1981-1982. Les Silver Anniversary Edition, Heritage et Town Landau de 1981–1982 ont des fenêtres d'opéra au montant B dans le style de la Thunderbird de 1977–1979 (sans la grande vitre arrière).

#### Silver Anniversary Edition
Pour marquer le 25e anniversaire de la Thunderbird, Ford a offert une "Silver Anniversary Edition" commémorative pour l'année modèle 1980. Offerte en tant que finition optionnelle cosmétiques et en tant que finition de haut niveau, la Silver Anniversary Edition se composait d'une palette de couleurs exclusive (Anniversary Glow Silver), avec velours (ou cuir) argent / gris. Offerte uniquement avec le moteur V8 de 4,9 L et la transmission AOD, la Silver Anniversary Edition comprenait toutes les fonctionnalités offertes sur la Thunderbird, en ajoutant une lunette arrière «à la française», une garniture intérieure en bois de rose, des badges commémoratifs et un ouvre-porte de garage intégré.

## Sport automobile
Pour la saison 1981, deux changements majeurs ont été adoptés par la NASCAR pour sa série de courses Winston Cup. Coïncidant avec la réduction de taille des voitures de tourisme, la NASCAR a réduit l'empattement des voitures de la Winston Cup de 115 à 110 pouces. Pour assurer la cohérence du châssis, la NASCAR a abandonné sa pratique antérieure d'éligibilité des modèles pour trois ans, obligeant les équipes à s'adapter aux véhicules de production actuelle.
En réponse au changement de règle, Ford a lancé la Thunderbird de huitième génération (bien qu'également éligible, aucun pilote n'a aligné une Mercury Cougar XR7). La Thunderbird a terminé la saison 1981 avec 7 victoires (deuxième seulement derrière les 22 victoires de la Buick Regal). Pour 1982, la Thunderbird a eu moins de succès, ne remportant qu'une seule course.

## Totaux de production
| Année | Production |
| 1980  | 156,803    |
| 1981  | 86,693     |
| 1982  | 45,142     |
| Total | 288,638    |